# Ахмад Азман
Ахмад Азман (28 серпня 1992) — малайзійський стрибун у воду.
Учасник Олімпійських Ігор 2016 року.
Переможець Ігор Південно-Східної Азії 2013, 2015, 2017 років, призер 2011 року.
Призер Азійських ігор 2014 року.